# Ragnvald Olafsson
Ragnvald Olafsson (altnordisch Rögnvaldr heiðumhæri) war ein (sagenhafter) König von Vestfold im späten 9. Jahrhundert im heutigen Norwegen.
Er wurde in der Ynglingatal besungen.
Ragnvald soll den Skalden Þjóðólfr ór Hvini beauftragt haben, die Herkunft seiner Familie von nordischen Gottheiten und dem sagenhaften Geschlecht der Ynglinger zu beschreiben. Das so entstandene Ynglingatal ist eine der ältesten und bekanntesten Dichtungen der altnordischen Literatur.

## Familie
Ragnvald soll ein Sohn von Olaf Geirstad-Alf oder von Ragnar Lodbrok gewesen sein.
In der Heimskringla aus dem 13. Jahrhundert steht, er sei ein Cousin von Harald Schönhaar gewesen. In einem späteren Text wird eine Tochter Åsa Ragnvaldsdatter (Aseda Rognvaldsdatter) erwähnt. Diese heiratete Eystein Ivarsson, der als ein Vorfahre von Wilhelm dem Eroberer gilt.